# A Última Legião
A Última Legião (The Last Legion') é um filme de 2007 dirigido por Doug Lefler e produzido por Dino De Laurentiis e outros. É baseado em um romance italiano de 2003 do mesmo nome  escrito por Valerio Massimo Manfredi. É protagonizado por Colin Firth, juntamente com Sir Ben Kingsley e Aishwarya Rai. Estreou em Abu Dhabi, a 6 de abril de 2007.
O filme é vagamente inspirado pelos acontecimentos da história europeia do século V, nomeadamente o colapso do Império Romano do Ocidente sob o seu último imperador Rómulo Augusto. Para além disso, foi também inspirado em outros fatos da história da Grã-Bretanha. Inclui também elementos fantásticos da lenda do Rei Artur, fornecendo uma base significativa para o ciclo Arturiano.

## Elenco principal
- Colin Firth - Aurelius
- Thomas Sangster - Romulus Augustus/Uther Pendragon
- Sir Ben Kingsley - Ambrosinus/Merlin
- Aishwarya Rai - Mira
- Peter Mullan - Odoacer
- Kevin McKidd - Wulfia
- John Hannah - Nestor
- Owen Teale - Vatrenus
- Rupert Friend - Demetrius
- Nonso Anozie - Batiatus
- Harry Van Gorkum - Vortgyn
- Robert Pugh - Kustennin
- James Cosmo - Hrothgar
- Alexander Siddig - Theodorus Andronikos
- Murray McArthur - Tertius
- Iain Glen - Orestes
- Alexandra Thomas-Davies - Ygraine